# Jully
Jully är en kommun i departementet Yonne i regionen Bourgogne-Franche-Comté i norra Frankrike. Kommunen ligger i kantonen Ancy-le-Franc som tillhör arrondissementet Avallon. År 2022 hade Jully 123 invånare.

## Befolkningsutveckling
Antalet invånare i kommunen Jully
| Referens: INSEE |